# Bunnings NPC
Der Bunnings NPC (früher Mitre 10 Cup, davor ITM Cup, davor Air New Zealand Cup) ist Neuseelands landesweite, professionelle Provinzmeisterschaft und höchste Spielklasse der Männer im neuseeländischen Rugby Union. Er wurde erstmals im Jahr 2006 ausgetragen, nach einer Aufteilung der National Provincial Championship (NPC) in zwei verschiedene Wettbewerbe. Seit 2021 ist die Baumarktkette Bunnings Warehouse Hauptsponsor und Namensgeber der Meisterschaft, davor war es von 2016 bis 2020 die Baumarktkette Mitre 10, von 2010 bis 2015 Bauzuliefererbetrieb Independent Timber Merchants (ITM) und von 2006 bis 2009 die neuseeländische Fluggesellschaft Air New Zealand.
Es nehmen 14 der heutigen 26 Provinzmannschaften der NPC teil. Die übrigen zwölf Mannschaften spielen im Amateurwettbewerb Heartland Championship. Es gibt derzeit keine Relegation zwischen den beiden Bewerben. Ausrichter ist der neuseeländische Rugby-Union-Verband New Zealand Rugby.
Amtierender neuseeländische Meister ist Wellington, das den Cup 2022 gewann. Rekordsieger des Wettbewerbs ist Canterbury mit insgesamt neun Titeln. Neuseeländischer Rekordmeister ist jedoch Auckland mit zusammen 17 Titeln aus der alten NPC (15) und dem ANZ Cup (2).

## Format
Der Wettbewerb wird jedes Jahr von Ende Juli bis Ende Oktober ausgetragen. Die Punkteverteilung verläuft nach folgendem Schema:
- 4 Punkte für einen Sieg
- 2 Punkte für ein Unentschieden
- 0 Punkte für eine Niederlage
- 1 Bonuspunkt für das Erzielen von 4 oder mehr Versuchen
- 1 Bonuspunkt bei einer Niederlage mit einer Differenz von 7 Punkten (entspricht einem erhöhten Versuch) oder weniger.

Die Meisterschaft war in ihrer ersten Saison im Jahr 2006 nach der Reorganisation in drei Runden eingeteilt. Dieses eher komplizierte Format wurde wieder abgeschafft. Seit der Saison 2007 spielt jede der 14 Provinzmannschaften zehn Spiele im Ligasystem; das bedeutet, dass jede Mannschaft gegen drei Mannschaften nicht antritt. Die ersten acht Mannschaften am Ende der regulären Spielzeit qualifizieren sich dann für das Viertelfinale (Erster gegen Achter, Zweiter gegen Siebter, Dritter gegen Sechster, Vierter gegen Fünfter). In den gesamten Play-offs genießt die besser platzierte Mannschaft in der Abschlusstabelle jeweils das Heimrecht.

## Salary Cap
Im Cup gibt es für die teilnehmenden Provinzmannschaften einen festen Betrag, den das Gehalt der Spieler insgesamt pro Jahr nicht übersteigen darf. Dieses Salary Cap (Gehaltsobergrenze) liegt bei ca. NZ$1.35 Millionen oder bei 36 % der finanziellen Einnahmen eines Regionalverbandes. Jede Mannschaft muss mindestens 26 Spieler (exklusive Nationalspieler aus dem anfänglichen Tri-Nations-Kader der All Blacks) unter Vertrag haben, deren Gehalt mindestens $15.000 betragen muss. Das Maximum, was einem Spieler bezahlt werden darf, beträgt $60.000 pro Jahr. Ausnahmen können bei Spielern gemacht werden, die acht oder mehr Saisons für dieselbe Provinz gespielt haben. Diese Spieler dürfen bis zu $90.000 bekommen. Ein Provinzverband darf eine unbegrenzte Anzahl von Entwicklungsspielern unter Vertrag nehmen und erhält eine Entschädigung von $35.000 für jeden Nationalspieler, der im anfänglichen Tri-Nations-Kader steht. Die Salary Cap beinhaltet keine fiktiven Werte mehr, jedoch bleiben die Abzüge für aktuelle und ehemalige Nationalspieler sowie Spieler, die acht oder mehr Saisons für dieselbe Provinz gespielt haben.

## Ranfurly Shield
Im Cup werden auch Pokalspiele um den Ranfurly Shield ausgetragen, falls dort eine Mannschaft den Shield innehat. Dies war bis heute immer der Fall. Hierbei handelt es sich um die älteste und prestigeträchtigste Trophäe des neuseeländischen Rugbys. Der Shield-Inhaber muss in jedem Heimspiel der regulären Cup-Saison den Shield verteidigen. Falls die Auswärtsmannschaft das Spiel gewinnt, bekommt sie den Ranfurly Shield. Bei einem Unentschieden oder Sieg der Heimmannschaft hat diese die Trophäe erfolgreich verteidigt. In den Play-offs wird nicht um ihn gespielt.

## Mannschaften
Folgende Provinzmannschaften spielen aktuell im Cup:

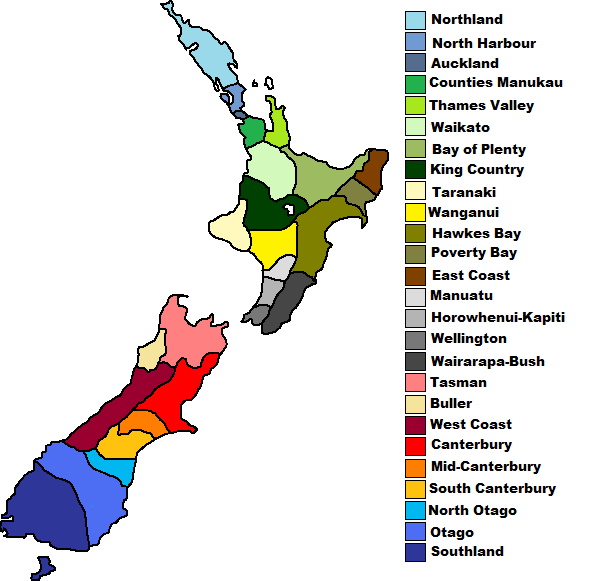
Karte der Regionalverbände und deren Mannschaften

- Auckland Rugby Football Union
- Bay of Plenty Rugby Union
- Canterbury Rugby Football Union
- Counties Manukau Rugby Union
- Hawke’s Bay Rugby Union
- Manawatu Rugby Union
- North Harbour Rugby Union
- Northland Rugby Football Union
- Otago Rugby Football Union
- Southland Rugby
- Taranaki Rugby Football Union
- Tasman Rugby Union
- Waikato Rugby Union
- Wellington Rugby Football Union

## Meister
| Saison | Meister    | 2. Finalist | Finale |
| ------ | ---------- | ----------- | ------ |
| 2006   | Waikato    | Wellington  | 37:31  |
| 2007   | Auckland   | Wellington  | 23:14  |
| 2008   | Canterbury | Wellington  | 7:6    |
| 2009   | Canterbury | Wellington  | 28:20  |
| 2010   | Canterbury | Waikato     | 33:13  |
| 2011   | Canterbury | Waikato     | 12:30  |
| 2012   | Canterbury | Auckland    | 31:18  |
| 2013   | Canterbury | Wellington  | 29:13  |
| 2014   | Taranaki   | Tasman      | 36:32  |
| 2015   | Canterbury | Auckland    | 35:32  |
| 2016   | Canterbury | Tasman      | 43:27  |
| 2017   | Canterbury | Tasman      | 35:13  |
| 2018   | Auckland   | Canterbury  | 40:33  |
| 2019   | Tasman     | Wellington  | 31:14  |
| 2020   | Tasman     | Auckland    | 13:12  |
| 2021   | Waikato    | Tasman      | 23:20  |
| 2022   | Wellington | Waikato     | 26:18  |

Ehemaliges Logo des Air New Zealand Cups

Für frühere neuseeländische Rugby-Union-Meister siehe National Provincial Championship.